# لی باردوگو
لی باردوگو (انگلیسی: Leigh Bardugo؛ زادهٔ ۶ آوریل ۱۹۷۵) رمان‌نویس اهل ایالات متحده آمریکا است که بیشتر به خاطر رمان‌های گریشاورس، به ویژه دوگانه شش کلاغ و سه‌گانه سایه و استخوان شناخته میشود. او در اورشلیم به دنیا آمد و در لس آنجلس بزرگ شد و در سال ۱۹۹۷ در رشتهٔ زبان انگلیسی از دانشگاه ییل فارغ‌التحصیل شد و قبل از انتشار اولین رمانش، در شغل‌هایی همچون روزنامه‌نگاری، گریم و جلوه‌های ویژه فعالیت داشت.